# (365761) Popovici
(365761) Popovici est un astéroïde de la ceinture principale.

## Description
(365761) Popovici est un astéroïde de la ceinture principale. Il fut découvert le 13 mars 2008 à La Silla par EURONEAR. Il présente une orbite caractérisée par un demi-grand axe de 2,57 UA, une excentricité de 0,19 et une inclinaison de 5,3° par rapport à l'écliptique.

## Compléments